# Pachrophylla fissa
Pachrophylla fissa là một loài bướm đêm trong họ Geometridae.